# 岸本隆一
岸本 隆一（きしもと りゅういち、1990年〈平成2年〉5月17日 - ）は、日本のプロバスケットボール選手。沖縄県名護市出身。ポジションはポイントガード/シューティングガード。B.LEAGUE・琉球ゴールデンキングスに所属している。

## 経歴
小学３年生時、小学校のクラブ活動でバスケットボールを始める。ただ、その前から自宅の庭にバスケットゴールがあり、物心付く頃から11歳上の兄と一緒に遊びでプレーしていた。
2005年3月、名護市立屋部中学校2年時に、自身初めての全国大会となるジュニアオールスターに出場し、１勝１敗で予選リーグ敗退。当時埼玉代表だった大塚勇人らと対戦して衝撃を受け、「自分の世界観が変わりました。沖縄って島国なので、“井の中の蛙”だったと思うんです」と語っている。
元プレーヤーの金城バーニーに憧れ、当時金城バーニーが指導していた沖縄県立北中城高等学校に進学。点取り屋として活躍し、自己最多得点は県大会での1試合83得点。高校３年時に出場した2008年のインターハイでは、１回戦で船橋市立船橋高校と対戦し、トリプルオーバータイムの末、122-121で勝利。この試合、岸本は3Pシュート7本を含む48得点を挙げて大きなインパクトを残した。
高校卒業後は、竹野明倫や阿部友和に憧れ、当時関東2部リーグだった大東文化大学に進学。背番号14番を付けた理由は「兄が13番をつけており、その次の14番でいいかなと…」。2年次に2部優勝と1部昇格を果たし、4年次にはインカレで7位入賞。準々決勝では強豪・青山学院大学と白熱した好ゲームを繰り広げ、岸本が5ファウルで退場となった際には代々木第２体育館の会場から惜しみない拍手が巻き起こった。大学4年次の2012年には李相伯杯の日本代表としてもプレーしている。
2013年1月に、bjリーグの新人選手契約制度により琉球ゴールデンキングスに入団した。クラブから“超新星”の異名を授けられ、2013-14シーズンは主力としてレギュラーシーズン47試合に出場し、新人賞を受賞。秋田ノーザンハピネッツと対戦した2013-14ファイナルでは、34得点をあげてプレイオフMVPに選出された。
入団4シーズン目となる2015-16シーズンには、チームキャプテンに就任。同シーズンでは、bjリーグの日本人選手による１試合最多得点タイ記録の41点を挙げた。持ち前の高いシュート力を武器にチームをけん引し、bjリーグ最後の年に王座奪還。
2016年7月11日、第38回男子ウィリアム・ジョーンズカップに出場。日本代表時の背番号は41番。同年12月には日本代表候補重点強化選手に選出されている。
2016年9月22日、記念すべきBリーグ初年度の開幕戦に出場し、アルバルク東京と対戦。しかし岸本自身は3Pシュート1本を含む4得点に終わり、「悔しかったし、もったいなかった。もし過去に戻れるとしたらあの試合に戻りたい」と後に語っている。
2020年4月、指定難病とされる潰瘍性大腸炎と診断される。だが入院と治療により症状が改善され、5月上旬には通常の体調に戻って軽度の運動を開始。
2021年11月、FIBA バスケットボールワールドカップ 2023 アジア地区予選の日本代表候補に選出された。強化合宿中の取材では「あまり代表には縁がなかったタイプなんですけど、今回こうして選んでいただいて、本当にうれしく思っていますし、身の引き締まる思いです」とコメントしている。

## その他
- 幼少期はバスケットボール以外にピアノを習っていた[2]
- 2017年6月19日、自身のTwitterで結婚を報告[14]
- オフの過ごし方は家族でお出かけ[2]
- 注目してもらいたいプレーは困った時に状況を変えられるプレー[2]

## 記録
【bjリーグ】
| シーズン         | チーム | GP | GS | MPG  | FG%  | 3P%  | FT%  | RPG | APG | SPG  | BPG | TO  | PPG  |
| ---------------- | ------ | -- | -- | ---- | ---- | ---- | ---- | --- | --- | ---- | --- | --- | ---- |
| bjリーグ 2012-13 | 琉球   | 21 |    | 6.0  | .306 | .260 | .875 | 0.9 | 0.3 | 20.3 | 0   | 0.3 | 3.1  |
| bjリーグ 2013-14 | 琉球   | 47 |    | 26.1 | .385 | .362 | .885 | 2.3 | 2.3 | 0.9  | 0.0 | 1.8 | 11.3 |
| bjリーグ 2014-15 | 琉球   | 52 |    | 23.3 | .393 | .378 | .797 | 1.9 | 2.2 | 1.0  | 0.1 | 1.4 | 11.7 |
| bjリーグ 2015-16 | 琉球   | 52 |    | 27.3 | .387 | .375 | .885 | 2.6 | 3.3 | 0.9  | 0.1 | 1.6 | 11.9 |

【Bリーグ】
レギュラーシーズン
| シーズン        | チーム | GP | GS | MPG   | FG%  | 3P%  | FT%  | RPG | APG | SPG | BPG | TO  | PPG  |
| --------------- | ------ | -- | -- | ----- | ---- | ---- | ---- | --- | --- | --- | --- | --- | ---- |
| Bリーグ 2016-17 | 琉球   | 60 | 53 | 27.3  | .371 | .308 | .813 | 2.9 | 2.2 | 0.6 | 0.1 | 1.7 | 10.8 |
| Bリーグ 2017-18 | 琉球   | 60 | 60 | 25.3  | .381 | .361 | .848 | 1.9 | 3.8 | 1   | 0.1 | 1.7 | 10.3 |
| Bリーグ 2018-19 | 琉球   | 60 | 16 | 19.4  | .374 | .351 | .787 | 1.7 | 2.4 | 0.5 | 0   | 1.3 | 9.1  |
| Bリーグ 2019-20 | 琉球   | 37 | 28 | 24.0  | .398 | .367 | .877 | 1.9 | 2.9 | 0.9 | 0   | 1.2 | 11.9 |
| Bリーグ 2020-21 | 琉球   | 56 | 22 | 21.4  | .414 | .387 | .841 | 1.8 | 2.5 | 0.6 | 0   | 1   | 8.6  |
| Bリーグ 2021-22 | 琉球   | 55 | 14 | 21:34 | .406 | .384 | .853 | 1.6 | 2.5 | 0.7 | 0   | 1.2 | 9.5  |
| Bリーグ 2022-23 | 琉球   | 60 | 50 | 24:50 | .389 | .348 | .768 | 2.1 | 3.7 | 0.6 | 0   | 1.3 | 9.3  |
| Bリーグ 2023-24 | 琉球   | 60 | 60 | 26:26 | .406 | .389 | .897 | 2   | 3   | 0.8 | 0.1 | 1.4 | 10.9 |

ポストシーズン
| シーズン        | チーム | GP | GS | MPG   | FG%  | 3P%  | FT%   | RPG | APG | SPG | BPG | TO  | PPG  |
| --------------- | ------ | -- | -- | ----- | ---- | ---- | ----- | --- | --- | --- | --- | --- | ---- |
| Bリーグ 2016-17 | 琉球   | 2  | 2  | 35.3  | .417 | .222 | .667  | 3.0 | 5.5 | 0   | 0   | 2.5 | 13.0 |
| Bリーグ 2017-18 | 琉球   | 5  | 5  | 24.2  | .296 | .297 | .833  | 2.6 | 3.0 | 0.6 | 0   | 1   | 10.6 |
| Bリーグ 2018-19 | 琉球   | 6  | 0  | 10.5  | .263 | .192 | 1     | 0.7 | 1.5 | 0.2 | 0   | 0.8 | 4.7  |
| Bリーグ 2020-21 | 琉球   | 6  | 6  | 22.5  | .314 | .295 | .875  | 2.7 | 4   | 1.2 | 0   | 0.8 | 11.8 |
| Bリーグ 2021-22 | 琉球   | 6  | 6  | 29:49 | .286 | .306 | 1.000 | 2.5 | 3.7 | 1.2 | 0.0 | 1.0 | 10.0 |
| Bリーグ 2022-23 | 琉球   | 6  | 6  | 23:09 | .286 | .417 | .750  | 1.8 | 3.7 | 0.8 | 0.0 | 1.0 | 6.7  |
| Bリーグ 2023-24 | 琉球   | 9  | 9  | 29:29 | .343 | .297 | .778  | 2.9 | 1.8 | 1.0 | 0.1 | 1.8 | 10.4 |